# 프리챌
프리챌(영어: Freechal)은 대한민국의 옛 포털 사이트이다. 1999년에 서비스를 시작해 2013년 2월 18일에 서비스를 종료했다.

## 역사
1999년에 삼성물산 직원으로 근무했던 전제완에 의해 설립된 '자유와도전'에서 운영한 포털 사이트로 서비스를 시작했으며, 프리챌이라는 이름(Free + Challenge) 또한 여기서 유래된 이름이다. 프리챌은 클럽과 동호회 서비스로 큰 인기를 누렸는데, 최전성기였던 2002년에는 1,000만명의 회원과 100만개가 넘는 커뮤니티를 거느렸으며 클럽 부문에서는 포털 1위 다음을 추월할 정도로 영향력이 컸다. 그러나 같은 해 11월 유료화 전환이 크게 실패하면서 회원들이 타 커뮤니티로 옮겨갔고, 결국 2003년부터 프리챌은 싸이월드에게 접속율 1위를 추월당했고 2000년대 중반부터는 대중성을 잃고 쇠퇴했다. 
이후 소규룹 커뮤니티 '섬'과 커플 포털 '커플iN'으로 재기를 노렸고, 동영상 포털과 게임 포털을 양축으로 하는 디지털 엔터테인먼트 회사를 지향하였으나 이전의 위상을 되찾는데 실패한다.
2003년 새롬기술(현 솔본)에 인수되었으며, 2006년 5월 포털 최초로 동영상 서비스 QTV를 오픈하고 2007년 4월에는 프리챌을 동영상 포털로 전환하였다. 웹보드게임과 2009년 상반기 오픈예정인 액션 RPG '카르카스 온라인'으로 게임퍼블리싱 사업을 했다. 그러나 돌파구를 찾지 못하고 2011년 3월 11일 파산하여, 이후 같은 해 11월 8일 웹하드업체인 "아이콘큐브"에 매각되었다.
프리챌은 2013년 2월 18일 0시에 서비스(메일, 커뮤니티, MyQ)를 종료하였고, 프리챌 게임과 파일구리 서비스만 그대로 유지된다.